# Jocón
Jocón is een gemeente (gemeentecode 1805) in het departement Yoro in Honduras.
Het dorp bevond zich eerst op een andere plaats die nu Pueblo Viejo heet. De naam Jocón verwijst naar een soort riet dat gebruikt wordt om manden mee te maken. Het dorp bevindt zich aan een beek die ook Jocón heet, tussen de bergketens Sulaco en Misoco.

## Bevolking
De bevolking is als volgt verdeeld:
| Vrouwen | 4731 | 48,8% |
| Mannen  | 4956 | 51,2% |

## Dorpen
De gemeente bestaat uit tien dorpen (aldea), waarvan het grootste qua inwoneraantal: Jocón  (code 180501).